# Mandarin (Titel)

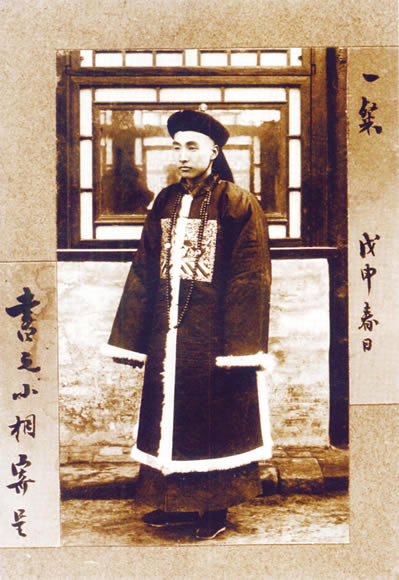
Mandarin der Qing-Dynastie in traditioneller Hoftracht

Als Mandarin bezeichnet man im westlichen Sprachgebrauch einen Zivilbeamten, der im Kaiserreich China – insbesondere der Ming-Dynastie (1368–1644) und der Qing-Dynastie (1644–1911) – in der Verwaltung des Staates tätig war. Gelegentlich werden ebenfalls die Offiziere des kaiserlichen Militärs mit diesem Begriff bezeichnet.
Mandarine waren Gelehrte, Richter und Beamte, die ihren Dienst in allen Bereichen der chinesischen Verwaltung versahen. Ihr Amt und die damit verbundenen Titel und Ränge wurden ihnen nach einer jahrelangen, elitären Ausbildung verliehen. Dabei waren sie einem rigorosen Auswahl- und Prüfungssystem unterworfen, das garantieren sollte, dass die Verwaltung des Landes nur durch die gelehrtesten und fähigsten Köpfe wahrgenommen wurde. Die Amtsausübung und -befähigung eines jeden Mandarins wurde regelmäßig streng kontrolliert. Im untersten Rang waren sie als Lehrer an Schulen tätig, in den höchsten Rängen waren sie einflussreiche wie vielrespektierte Verwalter, Berater und Gelehrte, aber auch Herolde und Diplomaten im Namen und Auftrag des Kaisers. Wichtigste Verwaltungszentren waren die Hauptstadt Peking (北京) und Nanking (南京), das als Ersatzhauptstadt vorgesehen war. Mandarine sind bis heute für ihre seidenen, prachtvollen Hoftrachten bekannt, die mit Wappentieren bestickt und in streng vorgegebenen Farben geschmückt waren und so den Rang und die Stellung bei Hofe aufzeigten. Das traditionelle Patriarchat prägte sowohl das Amtswesen als auch das Familienleben; Frauen war nicht gestattet, das Amt eines Mandarins auszuüben. Die Macht und der Einfluss der Mandarine sowie ihr striktes und strenges Verwaltungssystem bildeten das Rückgrat des chinesischen Imperiums, das mit dieser Institution für mehr als fünf Jahrhunderte wuchs und gedieh.

## Etymologie
Das Wort Mandarin stammt wahrscheinlich über die Vermittlung des Portugiesischen vom malaiischen Wort mantari ‚Berater, Verwalter, Minister‘, das seinerseits von gleichbedeutend hindust. mantrī (मन्त्री) < Sanskrit mantrín- entlehnt ist und in Süd- und Südostasien als Titel für Staatsdiener und Würdenträger weit verbreitet war, nicht jedoch in China. Erst die portugiesischen Seefahrer des 16. Jahrhunderts, die zunächst Indien und Malaya, dann China erreichten, übertrugen das Wort auf die chinesische Verwaltung. Der Lautwandel von t zu d erfolgte vermutlich durch Anlehnung an das portugiesische Wort mandar ‚befehlen‘. In der Form mandarim, später mandarin, niederländisch auch mandarijn, mandorijn, fand das Wort Eingang in die europäischen Sprachen. Das Oxford English Dictionary (OED) datiert die Erstverwendung im Portugiesischen auf das Jahr 1514, der Hobson-Jobson auf das Jahr 1522.
In China selbst war zu dieser Zeit üblich, Beamte bei Hofe mit lǎoye (老爺 / 老爷; zu dt. etwa ‚werter Herr‘) anzusprechen, als generelle Bezeichnung für einen Beamten fand das Wort guān (官 – „Staatsdiener, Beamte“) Verwendung. Der Gebrauch des Begriffs guān – 官 im feudalen China entspricht etwa dem westlichen Begriff Mandarin.

## Geschichte

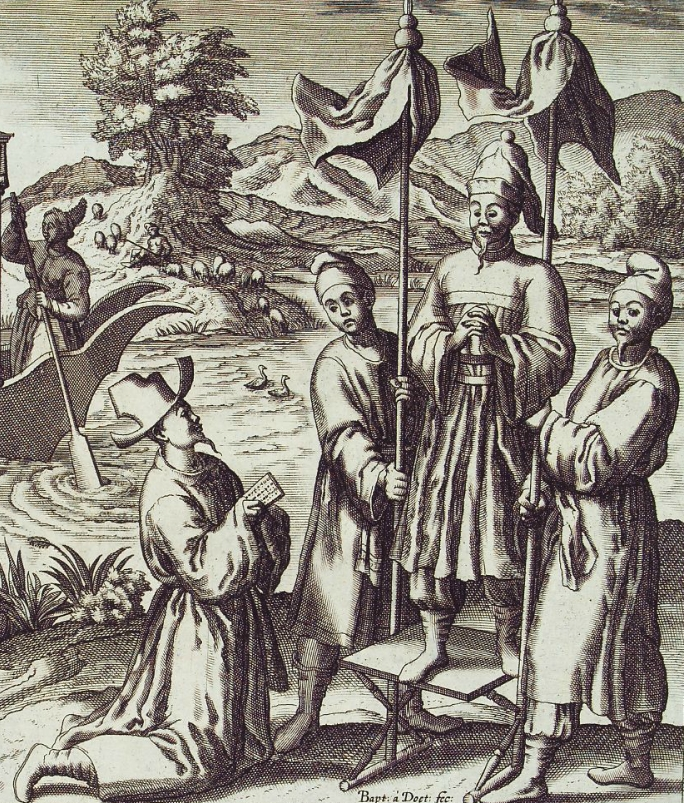
Ein chinesischer Mandarin nimmt eine Petition entgegen (Holzschnitt von 1596).

Eine Auswahl der Beamten durch Prüfungen war in China eine Tradition, die bereits auf die Han-Dynastie (206 v. Chr. – 220 n. Chr.) zurückgeht, aber erst während der Ming-Dynastie (1368–1644) erreichte diese Praxis ihre höchste Blüte. Kaiser Hóngwǔ begann seine Herrschaft mit weitreichenden Säuberungen, denen Zehntausende, darunter Adlige und hochrangige Beamte, zum Opfer fielen. Im Jahr 1380 reorganisierte er die Zentralverwaltung des Reiches. Die zuvor existierenden Einrichtungen wurden entmachtet, das Hauptbüro wurde aufgelöst, es blieben sechs Ministerien mit jeweils untereinander gleichberechtigten Ministern an der Spitze, die direkt dem Kaiser unterstellt waren. Die vorherige zentrale Militärkommission wurde ebenfalls aufgelöst und in fünf Einheiten unterteilt; jede war selbständig, ihre Kommandanten untereinander gleichberechtigt.
Die zur Zeit der Machtübernahme durch Hóngwǔ vorhandenen ca. 5000 Beamtenstellen wurden zunächst auf Empfehlung der regionalen Adligen besetzt, deren Länder in das Reich integriert worden waren. Soweit möglich wurden die Empfohlenen für eine Befragung in die Hauptstadt beordert und ihnen anschließend ein Posten in der Zentral- oder auch Provinzialverwaltung zugewiesen. Ab dem Jahr 1368 wurden Agenten in die Provinzen des Landes entsandt, um geeignete Kandidaten ausfindig zu machen. Durch kaiserliche Erlasse wurde dazu aufgefordert, „intelligente und aufrichtige“, „würdige und ehrliche“, „treue und unbestechliche“ Personen für einen Beamtenposten vorzuschlagen. Selbst als das Prüfungssystem in der ersten Hälfte des 15. Jahrhunderts bereits etabliert war, wurden vereinzelt Beamte auf Empfehlung Adliger oder hochrangiger Würdenträger in ihr Amt bestellt. Vollständig zum Erliegen kam diese Praxis erst nach 1440.
Nach 1440 war die Absolvierung der Auswahlprüfungen der einzige Weg, der eine Laufbahn bis in die höchsten Beamtenposten ermöglichte. Die ersten Auswahlprüfungen der Ming-Dynastie begannen zwischen 1368 und 1371 und brachten 120 hauptstädtische Absolventen im Jahr 1371 hervor. Zunächst wurde das Prüfungssystem wieder aufgegeben, da der Kaiser die Absolventen letztlich nur als „Phrasendrescher“ empfand. In den Jahren 1384/85 fanden erneut Prüfungen statt, und von da an bis zum Ende der Dynastie insgesamt 90-mal. Fast 25.000 Kandidaten schlossen während der Dynastie erfolgreich die letzte und anspruchsvollste Prüfung in der Hauptstadt ab. Eine Quote, wie viele Prüflinge das abschließende Examen in der Hauptstadt bestehen konnten, war nicht vorgegeben. Die Zahl der erfolgreichen Abschlüsse schwankte im Lauf der Zeit zwischen 32 und 472, durchschnittlich absolvierten alle drei Jahre 276 Kandidaten die Prüfung erfolgreich. Die Prüfungen auf Provinzebene bestanden in der Zeit der Ming-Dynastie ca. 100.000, sodass für die am Ende der Ming-Dynastie 25.000 vorhandenen Posten in der Zivilverwaltung gerade eine ausreichende Anzahl geeigneter Personen vorhanden war.
Während der Qing-Dynastie veränderte sich das Prüfungssystem nur unwesentlich (siehe hierzu: Chinesische Beamtenprüfung während der Qing-Dynastie). Die im Dreijahresrhythmus stattfindenden hauptstädtischen Prüfungen brachten im Durchschnitt weniger Absolventen als in der vorhergehenden Dynastie hervor (239 Absolventen in jedem dritten Jahr). Da jedoch die am Ende der Ming-Dynastie aufgekommene Praxis zusätzlicher Prüfungstermine, z. B. anlässlich des kaiserlichen Geburtstags, fortgeführt wurde, erhielt eine weit größere Anzahl von Personen den formellen Status eines Absolventen der Hauptstadtprüfung. Diese Absolventen, die (進士 / 进士,  jìnshì), besetzten nach und nach alle der ca. 25.000 Stellen der Zivilverwaltung. Nach 1660 war es für jemanden, der nur die Prüfung auf Provinzebene bestanden hatte, nahezu unmöglich geworden, in einen offiziellen Beamtenrang aufzusteigen.
Zunehmender gesellschaftlicher Wohlstand ließ im Verlauf die Zahl derjenigen ansteigen, die über die Voraussetzungen für eine Beamtenlaufbahn verfügten. Um das Überangebot an Kandidaten einzuschränken, reduzierte die Regierung die Quote für die Anzahl der Absolventen der alle drei Jahre auf Provinzebene stattfindenden Prüfungen und verschärfte die Prüfungsbedingungen gegen Ende des 18. Jahrhunderts. Und dennoch gab es um 1700 bei einer Bevölkerung von 200 Millionen Menschen ca. 500.000 Männer, die für die Prüfungen auf Provinzebene zugelassen waren. Ein Jahrhundert später, um 1800, nahmen an den zweijährlichen, lokalen Prüfungen jeweils 2 Millionen Kandidaten teil (bei einer Gesamtbevölkerung von 300 Millionen). Um 1900, gegen Ende der Qing-Dynastie, verfügten zwischen 1,6 und 1,9 Prozent der Gesamtbevölkerung über einen durch Prüfungen erworbenen Gelehrtenstatus, allerdings, ohne dass damit auch gleichzeitig ein Amt als Beamter verbunden war.
Aufgegeben wurde das System der Beamtenprüfung schließlich im Jahr 1905, wenige Jahre vor dem Ende des Kaiserreichs und der Gründung der Republik.

## Ämter

### Verwaltungsstruktur Chinas
Die Verwaltung Chinas zur Kaiserzeit setzte sich aus drei Bereichen zusammen: dem Militär, gegliedert in fünf Hauptabteilungen bzw. Militärkommissionen, der allgemeinen Zivilverwaltung, gegliedert in sechs Ministerien, und der Zensurbehörde. Jeder dieser Bestandteile hatte drei Ebenen: eine obere auf Hauptstadtebene, eine mittlere auf der Ebene der Provinzen und eine untere auf der Ebene der Präfekturen und Landkreise. Über allem stand der Kaiser als Letztverantwortlicher. Einen Ministerrat und einen Premierminister gab es seit der Machtübernahme Hóngwǔs nicht mehr. An deren Stelle hatte dieser im Jahr 1382 die Einrichtung der „Großsekretäre“ geschaffen: Gelehrte aus der Hanlin-Akademie, die als persönliche Berater des Kaisers fungierten und von denen jeder einen eigenen, vom Kaiser zugewiesenen Verantwortungsbereich hatte. Nominell gab es sechs dieser „Großsekretäre“, deren Stellen im Lauf der Zeit nicht immer alle besetzt waren, selten waren es aber gleichzeitig weniger als drei. Ab 1424 erhielten die „Großsekretäre“ eine Ernennung als höchstrangige Beamte und den zugehörigen Ehrentitel (Rang 1 a und 1 b). Sie hatten Vorrang vor allen anderen Beamten der Zivilverwaltung. Gleichzeitig behielten sie ihre Ämter und Rangbezeichnungen, die sie an der Hanlin-Akademie innehatten. Sie waren die einzigen Beamten, die gleichzeitig zwei Ämter bekleideten.
Die sechs Ministerien (Personal, Finanzen, Riten, Krieg, Justiz und öffentliche Arbeiten) wurden jeweils von einem Minister (bis 1380 Rang 3 a, danach Rang 2 a) und einem Vizeminister (Rang 3 a) geleitet. Den Ministerien unterstanden jeweils zwischen vier und 13 Büros. Jedes dieser Büros hatte einen oder mehrere Direktoren (Rang 5 a) und einen oder mehrere Vizedirektoren (Rang 5 b). Alle Büros hatten Sekretäre (Rang 6 a). Die allgemeine Verwaltung in den Ministerien unterstand Verwaltungsleitern (Rang 9 b). Daneben gab es noch zahlreiche Schreiber und Hilfsschreiber, die über keinen Rang verfügten.
Jedes Ministerium unterhielt neben einem Büro in Peking auch eines in Nanking. Die Ministerien kontrollierten weitere Agenturen, wie z. B. das „Direktorat für Astronomie“ (欽天監 / 钦天监,  qīntiānjiān), das „Direktorat der kaiserlichen Gärten“ (上林苑監 / 上林苑监,  shànglínyuànjiān) und die „Kaiserliche Akademie für Medizin“ (太醫院 / 太医院,  tàiyīyuàn). Eine unabhängige Einrichtung war die Hanlin-Akademie, deren Kanzler den Rang 5 a bekleidete. Alle Agenturen verfügten über eine Zweitniederlassung in Nanking, das für den Fall der Eroberung Pekings durch eine fremde Macht als Hilfshauptstadt fungieren sollte.
Die Verwaltung in den Provinzen wurde über Zweigbüros organisiert, die von jeweils zwei Regierungsbeauftragten im Rang 2 b geführt wurden. Darunter befand sich die Verwaltung in den Präfekturen (Rang 4 a), Unterpräfekturen und Landkreisen.
Kontrolliert und überwacht wurden die allgemeine Verwaltung, die Militärverwaltung sowie auch der gesamte Hofstaat durch die Zensurbehörde mit zwei Oberzensoren im Rang 2 a an der Spitze.
Voraussetzung für die Bestellung in eines der Ämter der allgemeinen Verwaltung und der Zensurbehörde war zumindest das Bestehen der Prüfung auf Provinzebene. Ausnahmen waren die Stellen im „Direktorat für Astronomie“ und in der „Kaiserlichen Akademie für Medizin“. Die Posten, aber nicht die Ränge in diesen Einrichtungen waren innerhalb einiger weniger Familien vererbbar, auch wenn die Stelleninhaber nominell Angehörige der Zivilverwaltung waren. Alle Posten der höheren Ebene waren den Absolventen der Hauptstadtprüfung vorbehalten. Den Rang eines „Großsekretärs“ konnten nur die Besten einnehmen, die an der Hanlin-Akademie eingestellt waren.

### Besetzung der Ämter

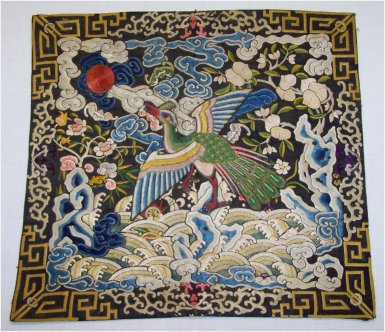
3. Zivilrang: Pfau, Mandarintuch, spätes 19. Jh./frühes 20. Jh.

Nach bestandener Prüfung und soweit eine geeignete Stelle frei war, wurde dem Absolventen diese vom Personalministerium zugewiesen. Jedem Posten war ein bestimmter Rang (品,  pǐn) zugeordnet. Es gab neun Basis-Ränge, nummeriert von 1 für den höchsten bis 9 für den niedrigsten Rang. Jeder Rang war in zwei Grade unterteilt, oberer (上) und unterer (下) Rang (abgekürzt in westlicher Nomenklatur a und b), und für jeden Rang war eine bestimmte Robe, Besoldung und ein besonderer Titel vorgegeben. Anhand der Art und der Farben der Roben konnten die Ränge voneinander unterschieden werden. Anderen Personen als den Amtsinhabern war das Tragen der Roben untersagt.

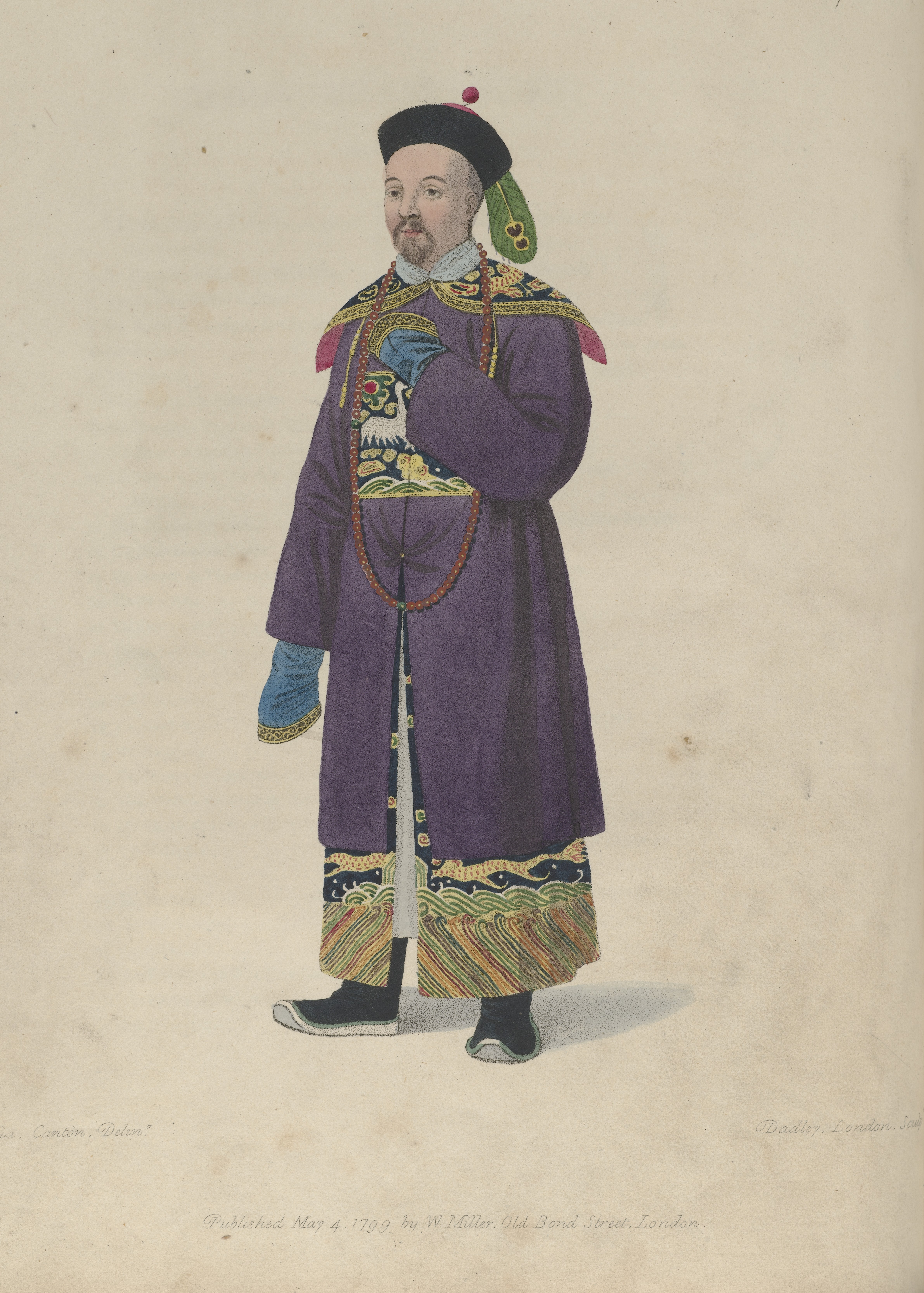
Mandarin in Amtstracht – Qing-Dynastie

Als Amtstracht trugen Mandarine kostbare Drachenroben aus schwarzer, dunkelblauer oder smaragdgrüner Seide, Satin und Brokat mit steifem Lǐngtóu-Kragen, darüber einen medaillenbesetzten Überrock. Die typischen runden Mandarinhüte gab es in zwei Ausführungen. Im Sommer wurden konische, spitz zulaufende Spitzkappen ohne Rand getragen. Sie bestanden aus geflochtenen Bambusstreifen, waren mit Seide (bei hochrangigen Amtsinhabern) oder geflochtenem Stroh (bei rangniederen Personen) bedeckt, und von ihrer Spitze hingen feine Strähnen aus Seide oder Pferdehaar ringsum herab. Der Winterhut mit breiter, umlaufender Krempe bestand aus Seide, Nerz oder Seehundfell. Bei zeremoniellen Anlässen waren die Hüte oft mit Pfauenfedern geschmückt, die rückwärtig herabhingen. Zu Robe und Hut wurden passende Stiefel und Accessoires wie Siegelringe und lange, herabhängende Ketten getragen. Die Roben und Ränge waren zusätzlich noch durch Wappentiere charakterisiert. Diese waren kunstvoll auf großen, quadratischen Emblemen, den so genannten Mandarintüchern, auf Brusthöhe eingestickt. Der höchste Rang der Zivilverwaltung während der Ming-Dynastie war der des Kranichs (仙鶴 / 仙鹤,  xiānhè), absteigend gefolgt von Goldfasan (錦雞 / 錦雞,  jǐnjī), Pfau (孔雀,  kǒngquè), Wildgans (雲雁 / 云雁,  yúnyàn), Silberfasan (白鷳 / 白鹇,  báixián), Seidenreiher (鷺鷥 / 鹭鸶,  lùsī), Xichi (鸂鶒,  xīchì), einem der Mandarinente ähnlichen Wasservogel, Pirol (黃鸝 / 黄鸝,  huánglí) und Wachtel (鵪鶉 / 鹌鹑,  ānchún) als niedrigstem (9.) Rang. Während der Qing-Dynastie war die Reihenfolge wie folgt: Kranich, Goldfasan, Pfau, Silberfasan, Seidenreiher, Mandarinente (鴛鴦,  yuānyāng, auch 鸂鶒,  xīchì), Wachtel und Sperling (藍雀 / 蓝雀,  lánquè).
Den Hofrang eines Mandarins erkannte man zum einen an den Ornamenten seiner Robe und zum anderen an einem kostbaren Juwel an seinem Hut. Mandarinroben, die den 1. (höchsten) bis 3. Rang auswiesen, waren mit Máng-Siegeln verziert, von denen es insgesamt neun gab. Sie hatten die Gestalt von aufgestickten Drachen, von denen stets acht symmetrisch vorder- und rückseitig prangten; ein neunter Drache war auf der Innenseite der Robe angebracht. Mandarine des 4. bis 6. Ranges trugen eine Robe mit acht vierkralligen Drachen, dem Herrschersymbol des Kaisers. Die Roben der Inhaber des 7. bis 9. (somit niedrigsten) Ranges waren mit nur fünf Drachenfiguren bestickt. Aber es scheint, dass diese selten getragen wurden, da sie für einfache Mandarine bereits zu teuer waren. Und wenn sie getragen wurden, dann offenbar nur zu kaiserlichen Zeremonien. Das bereits erwähnte Juwel befand sich genau an der Spitze des runden Hutes. Es ruhte auf einem Sockel und konnte blau, rot, gelb oder weiß sein. Es handelte sich entweder um echte Edelsteine, wie Saphire oder Rubine, um Halbedelsteine wie Bergkristall, Lapislazuli und Hellem Opal, oder um Koralle und Glas.
Die gleichen Rangbezeichnungen wurden für alle Verwaltungen und Agenturen vergeben. Die Ränge 1 bis 3 waren hohe, die Ränge 4 bis 7 mittlere und 8 und 9 mehr oder weniger unbedeutende Ränge.
Die den Absolventen zugewiesenen Stellen richteten sich nach den in den Prüfungen erzielten Ergebnissen. Die drei Ersten der Hauptstadtprüfung begannen ihre Laufbahn als „Kompilatoren“ in den Rängen 6 b und 7 a in der Hanlin-Akademie. Die Nächstbesten der Prüfung wurden als Junggelehrte ebenfalls an die Akademie verwiesen, um dort weitere drei Jahre ihre Studien fortzusetzen. Bestanden sie nach drei Jahren erneut eine Prüfung, erhielten sie ebenfalls eine Stelle als „Kompilator“ in der Akademie, die anderen wurden auf die Abteilungen und Agenturen der Hauptstadt verteilt und hatten auf jeden Fall Aussicht auf einen raschen weiteren Aufstieg. Die anderen Hauptstadtabsolventen begannen ihren Dienst ebenfalls in den Rängen 6 und 7, hatten aber nicht die Möglichkeit eines raschen Aufstiegs in höhere Dienste. Viele Anfänger, besonders jüngere Hauptstadtabsolventen, erhielten nicht sofort eine feste Bestallung, sondern wurden unterschiedlichen Agenturen der Zentralverwaltung zugeordnet. Sie hatten den Status eines Auszubildenden und wurden nach einer bestimmten Zeit wieder dem Personalministerium zur Verfügung gestellt, um von dort an die nächste Agentur abgeordnet zu werden.

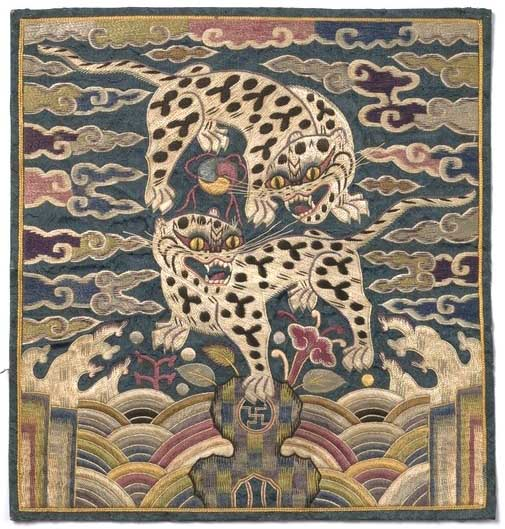
3. Militärrang: der Leopard, Mandarintuch aus dem späten 19. Jh. (Seide)

Absolventen, die nur die Provinzprüfung bestanden hatten, konnten Stellen im 6. Rang in einer Präfekturverwaltung oder im 7. Rang in der Verwaltung eines Landkreises erhalten. In seltenen Fällen erhielten sie den Posten eines Unterpräfektur-Magistrats im 5. Rang, allerdings nur in sehr entlegenen Gegenden und mit wenig Aussicht auf Beförderung. Der schlechteste zu vergebende Posten war der eines Lehrers an einer der staatlichen Schulen im 9. Rang und bedeutete gleichzeitig, dass ein Aufstieg so gut wie unmöglich war. Das Amt eines Lehrers durfte allerdings als einziges auch in der Heimatprovinz ausgeübt werden, was für andere Beamte verboten war.
Reguläre Beförderungen erfolgten im Normalfall frühestens nach neun Jahren Dienst auf einem Posten – es sei denn, der Kandidat war den Vorgesetzten durch besonders herausragende Leistungen aufgefallen: Dann konnte eine Beförderung auch früher in Frage kommen. Grundsätzlich konnte kein Beamter um mehr als zwei Ränge in einem Schritt befördert werden. Bis 1530 war für die Beförderung der Vorschlag eines Amtsinhabers des 1. bis 3. Grades erforderlich. Danach erfolgte sie auf Vorschlag durch das Personalministerium, das in einer „Großen Auswahl“ aufgrund der angefertigten Akten die Auswahl geeigneter Personen für freie Stellen vorzunehmen hatte.
Statistische Auswertungen ergaben, dass Provinzbeamte durchschnittlich 1,3 unterschiedliche Posten im Lauf ihrer Karriere innehatten. Die meisten von ihnen hatten zeitlebens nur einen Posten. Beamte, die die Hauptstadtprüfung absolviert hatten, hatten durchschnittlich zwei unterschiedliche Ämter. Für die ranghöchsten Beamten war das Ausüben von zehn unterschiedlichen Ämtern dagegen jedoch üblich.
Wenn ein Beamter in einen Rang oberhalb des fünften aufgerückt war, üblicherweise nach Jahrzehnten im Dienst, hing die weitere Laufbahn nicht mehr von den Entscheidungen des Personalministeriums ab. Über die höheren Posten entschieden speziell für jeden Fall eingerichtete Nominierungsgruppen aus dem Umfeld des Kaisers, der jeden Vorschlag bestätigen musste, aber ihm missliebige Personen auch zurückweisen konnte.

## Privilegien und Entlohnung

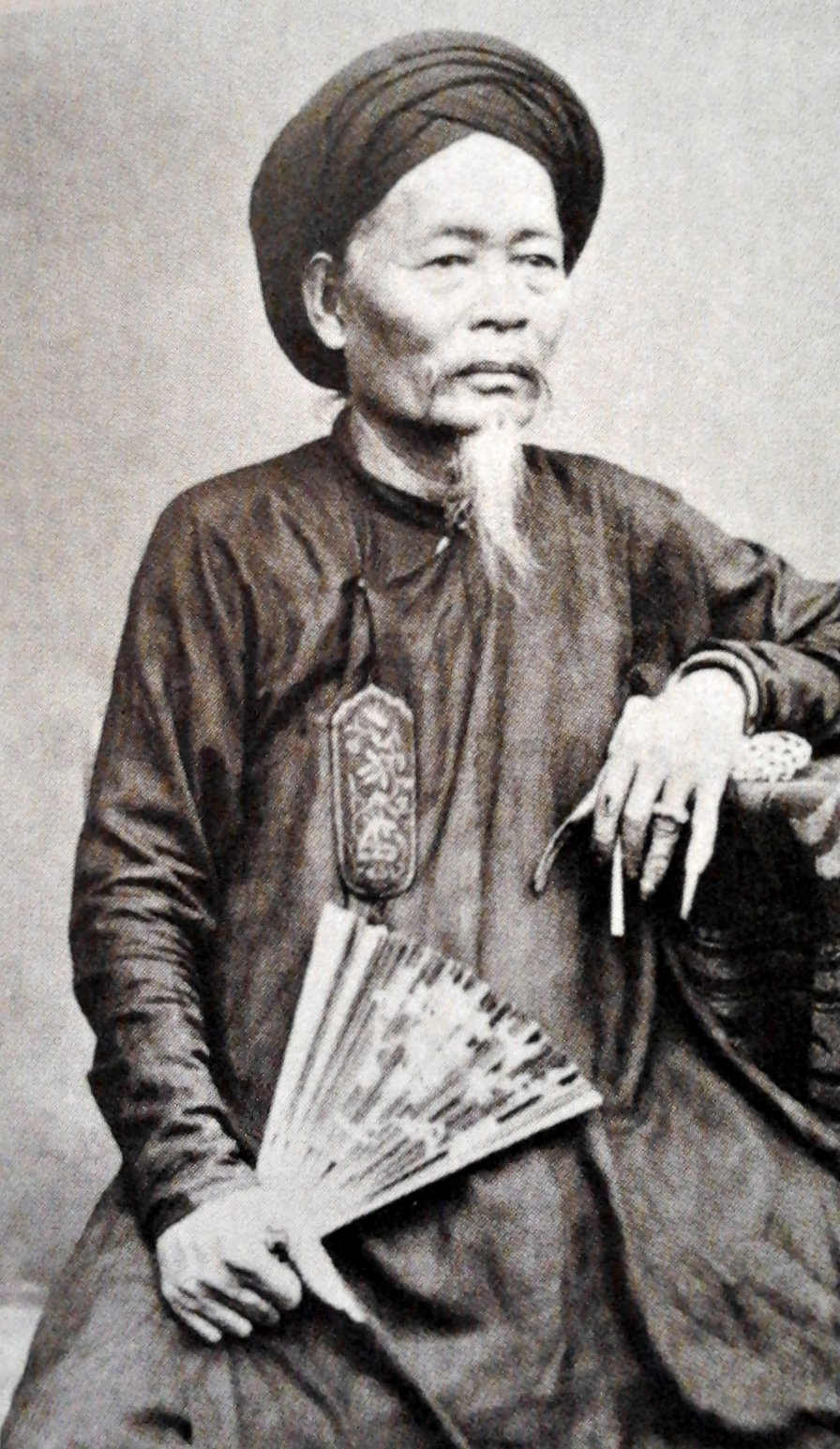
Mandarin aus Saigon; Fotografie von 1870.

Bereits mit dem Erreichen des Status eines „aufblühenden Talentes“ (秀才,  xiùcaí) wurde den Absolventen eine Reihe von Privilegien gewährt: Sie durften die Robe eines Gelehrten tragen, erhielten für sich und ihre Familien teilweise Befreiung von Steuerzahlungen und waren ebenfalls teilweise von öffentlichen Arbeitspflichten befreit. Sobald sie Beamter (guān) geworden waren und dem Personalministerium unterstanden, hatten sie weitere Privilegien, auch wenn sie noch keine offizielle Ernennung für einen Posten erhalten hatten. Sie und ihr engerer Familienkreis waren gänzlich von Steuern und Arbeitspflichten befreit. Für sie galten keine Beschränkungen bezüglich der Größe ihrer Häuser sowie deren Ausstattung, sie durften auf Pferden reiten und Sänften benutzen, was gewöhnlichen Menschen verboten war.
Inhaber des 1. bis 3. Grades waren in rechtlicher Hinsicht immun, noch nicht einmal Untersuchungen gegen sie durften eingeleitet werden – dies galt allerdings nicht für Untersuchungen durch die Zensurbehörde. Gerichtliche Ermittlungen und Verfahren gegen sie durften nur auf ausdrücklichen Befehl des Kaisers stattfinden. Verfahren gegen Inhaber des 4. und 5. Grades benötigten die ausdrückliche Erlaubnis des Kaisers. Waren Amtsinhaber unterhalb des 5. Grades betroffen, mussten die entsprechenden Urteile vor ihrer Vollstreckung durch den Kaiser bestätigt werden.
Für besondere Verdienste konnten den Beamten Ehrentitel (散官,  sǎnguān) und Titel für Verdienste (考,  kǎo) verliehen werden, die dann auch für deren Väter und Großväter galten. Die Verleihung erfolgte im Zusammenhang der dreijährlichen Beurteilungen. Insgesamt gab es 42 solcher Ehrentitel, die mit den Abstufungen der Rangordnung korrespondierten.
Die Zahlung des Soldes erfolgte durch den Staat und war entsprechend dem Rang gestaffelt. Ursprünglich war der Sold als Naturalabgabe in Reis festgelegt. So standen einem „Großsekretär“ im Rang 1 a 1044 und einem Schullehrer im Rang 9 b 60 dàn (擔 / 担) Reis pro Jahr zu (1 dàn entsprach ca. 70 kg Reis). Nur kurze Zeit wurde der Sold tatsächlich in Reis gezahlt; noch vor dem Ende des 14. Jahrhunderts erfolgte eine teilweise Umrechnung des Werts des Reises in andere Naturalbezüge wie Seide, Papier und Silber sowie Papiergeld. Der Umrechnungskurs der Reisvergütung erfolgte dabei zu Ungunsten der Beamten. Insbesondere das Papiergeld verlor durch Inflation immer stärker an Wert. Nach Zahlen aus dem 19. Jahrhundert erhielt ein „Großsekretär“ im 1. Rang 189 Tael (兩 / 两) und 90 dàn Reis pro Jahr, ein „Landrat“ des 7. Ranges 45 Tael und 22,5 dàn Reis. Dazu wurden allerdings noch Prämien für Unbestechlichkeit gezahlt, die zwischen 600 Tael für die unteren und 20.000 für die oberen Ränge betrugen.
Wenn ein Elternteil eines Beamten verstarb, wurde von ihm erwartet, dass er für drei Jahre aus dem Dienst ausschied. Während dieser Zeit erhielt er keinen Sold. In Einzelfällen – als besondere Gnade des Kaisers – wurde diese Zeit die Hälfte des Soldes gewährt. Geschätzte Beamte konnten jedoch vorzeitig aus der Trauerzeit entlassen und in den Dienst zurückbeordert werden.
Erkrankten Beamte, so konnten sie sich mit Erlaubnis des Personalministeriums unter Fortzahlung der Bezüge bis zu drei Monate beurlauben lassen. Das normale Alter für das Ausscheiden aus dem Amt lag bei 70 Jahren. Bei Vorliegen körperlichen oder geistigen Verfalls war eine Pensionierung ab 55 möglich. Drohte dem ehemaligen Amtsinhaber in beiden Fällen nach dem Ausscheiden Armut, erhielt er eine Pension von vier dàn Reis im Jahr und ihm wurde Dienstpersonal zur Verfügung gestellt. Nach dem Tod konnte besonders verdienstvollen Beamten der obersten Ränge durch das Ministerium für Riten ein Ehrenname verliehen werden, der sie im Rang einem Herzog gleichstellte, was jedoch für die Erben keinerlei Ansprüche mit sich brachte.

## Ehen und Familie

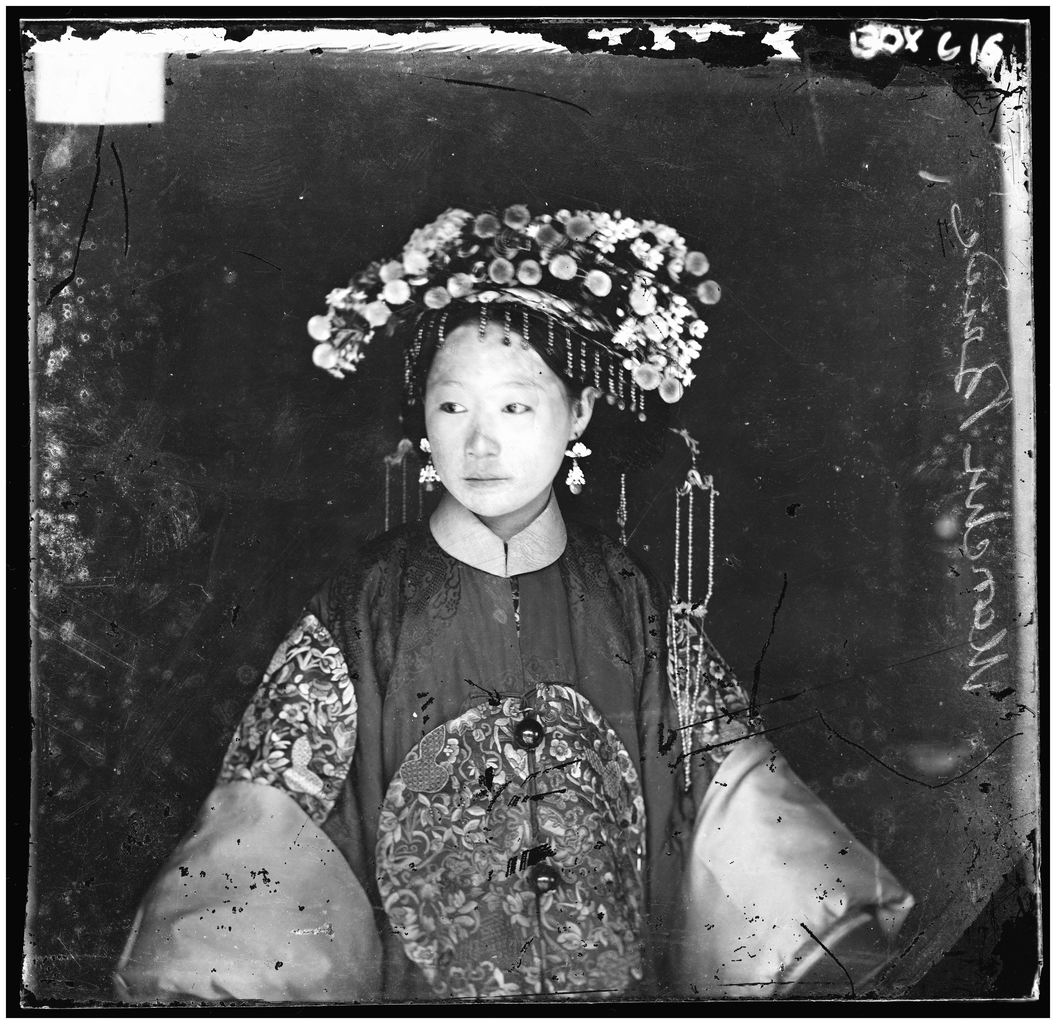
Mandschurische Braut eines Mandarins, Foto von 1871

Ein Mandarin konnte mehrere Frauen haben, das Familienleben eines Mandarins war strikt androkratisch ausgerichtet. Neben der Hauptfrau gab es oft eingeheiratete Nebenfrauen und Konkubinen. Im Allgemeinen lebten die Frauen von Mandarinen mehr oder weniger im Verborgenen; von ihnen wurde erwartet, dass sie ihrem Ehemann bzw. Hausherrn so viele Söhne wie möglich gebären, um die hauseigene Dynastie ehrenvoll zu erhalten. Mandarine, denen ausschließlich Töchter geboren wurden, ernteten öffentliches Mitleid und wurden behandelt, als seien sie quasi noch immer kinderlos. Umso schlechter erging es Ehefrauen, Nebenfrauen und Konkubinen, die wiederholt nur Töchter schenkten: Sie wurden von den Schwiegermüttern geschmäht und vom gesamten Hausstand verspottet.
Die Frauen eines Mandarins lebten üblicherweise gemeinschaftlich in eigens eingerichteten Apartments und Gemächern, in denen sie ihren Alltagspflichten nachkamen. Dazu gehörten die Erziehung und das Unterrichten der Kinder bis ins schulfähige Alter, die Umsorgung der Schwiegermutter und Mutter des Hausherrn sowie die komplette Haushaltsführung. Wohlhabende Frauen leisteten sich mit Vorliebe kunstvolle Wanddekorationen, in kostspieligen Hofgärten konnten sie ungestört und frei lustwandeln und in abgelegenen Salons wurden Karten- und Brettspiele gespielt. Zu den absoluten Höhepunkten zählten kunstvolle Stickereien aller Art, ob Kissenbezüge, Spannbetttücher oder Tischdecken. Oft wurden diese von den Frauen selbst angefertigt. Aufgrund der Stick- und Nähkünste besonders talentierter Frauen ließen sich wohlhabende Mandarine ihre Festtagsgarderobe von den eigenen Nebenfrauen und/oder Konkubinen anfertigen. Für diese war das eine willkommene Gelegenheit, sich vor ihrem Ehemann/Herrn zu beweisen und in seiner Gunst aufzusteigen. Und da chinesische Kaiser wie Kangxi, Yongzheng und Qianlong die Kunst im Allgemeinen großzügig förderten, erreichten chinesische Stickkünste in der frühen Qing-Dynastie ihre Blüte und schon bald etablierte sich eine wahre Stickerei-Industrie.
In der Öffentlichkeit ließen sich Frauen nur beim Einkauf oder zu zeremoniellen Anlässen sehen. Bei Ersterem trugen sie vornehmlich schlichte Roben, bei Festtagsanlässen trugen sie prächtige Drachenroben (màng aò), dazu eine reich geschmückte Stola (xia pei) und eine kleine Krone bzw. ein Diadem. Eine spezielle Bekleidungsvorschrift gab es nicht, doch sehr wenige erhaltene Dokumente belegen, dass mit großer Vorliebe Ming-Kostüme getragen wurden. Allerdings spielten bei öffentlich-zeremoniellen Anlässen Material und Farbe der Frauenroben eine große Rolle: Die Hauptfrau und die Schwiegermutter trugen rot-goldene Roben, die der Neben- oder Zweitfrauen waren blau und die der Konkubinen grün. Um die Hüfte herum wurde ein starrer Gürtel getragen, der durch verdeckte Halteschleifen in der Jacke befestigt wurde. Der Gürtel selbst war in rote Seide gehüllt und mit Emblemen ähnlich denen der Mandarine verziert, so dass man den Rang des Ehemannes erkennen konnte. Besonders wohlhabende Frauen, speziell jene der Hofbeamten, gönnten sich farbenfrohe, mit Juwelen besetzte Fächer und viel Schmuck, der stets auf die Roben farblich abgestimmt getragen wurde.
Wie bereits erwähnt, hing vom Geschlecht der Nachkommenschaft ab, welcher schulische und berufliche Werdegang die Kindheit und Jugend bestimmte. Während Knaben bald auf eine öffentliche oder private Schule gingen, in die Fußstapfen ihrer Väter treten und eine Beamtenlaufbahn einschlagen konnten, wurden Mädchen weiter privat unterrichtet und heirateten in jungen Jahren in eine andere Mandarinfamilie ein.

## Militärverwaltung

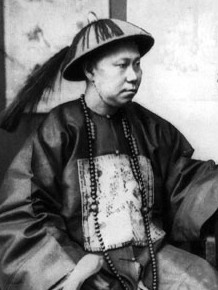
Sīng Bō T'īng (沈葆楨), ein hochrangiger, junger Mandarin, hier mit traditionellem Sommerhut der Qing, 1870.

Das Militär stellte bei weitem den größten Teil des Regierungspersonals während der Ming- und Qing-Dynastie: Im Jahr 1392 gab es 1,2 Millionen Soldaten mit rund 16.500 Offizieren, gegen Mitte des 17. Jahrhunderts waren es ca. 4 Millionen Soldaten und ca. 100.000 Offiziere. Die Verwaltung des militärischen Personals und die Kontrolle der taktischen Operationen des Militärs unterstanden seit ungefähr 1400 dem Kriegsministerium der Zivilverwaltung, waren aber ansonsten vollständig eigenständig organisiert. Innerhalb des Militärwesens waren der Status sowohl eines Offiziers als auch eines einfachen Soldaten erblich. Das Erbsystem wurde durch das Kriegsministerium überwacht, das dafür zu sorgen hatte, jedem Erben den adäquaten Posten zuzuweisen, der ihm einen entsprechenden Aufstieg ermöglichte.
Der Aufstieg in den Offiziersrang war für einfache Soldaten auch durch eine besondere Bewährung im Kampf möglich. Regelmäßig kam eine solche Beförderung jedoch nur für solche Soldaten in Frage, die zu einer persönlichen Gefolgschaft eines Offiziers gehörten. Jeder Offizier hatte eine solche Gefolgschaft zu haben. Deren Angehörige stammten meistens aus dem eigenen Verwandtenkreis und sie bestand mindestens aus drei Männern. Die Beförderung erfolgte auf Vorschlag durch ebendiesen Offizier. Ebenso konnten Offiziere der unteren Ränge durch ihre Vorgesetzten für eine Beförderung vorgeschlagen werden.
Ein weiterer Weg für eine Beförderung zum Offizier war der der Prüfungen, der ähnlich dem Auswahlverfahren für die Zivilbeamten organisiert war, aber nie die gleiche Bedeutung erlangte wie jenes. Praktisch eingeführt wurde das militärische Prüfungsverfahren erst im Jahr 1464. Die Prüfungen fanden zunächst in unregelmäßigen Abständen statt, bevor sie ab 1504 ebenfalls im Dreijahresrhythmus durchgeführt wurden. Im Wesentlichen rekrutierten sich die Prüfungsteilnehmer aus den Gefolgschaften der Offiziere. Sie hatten eine Berechtigung, in den Militärschulen zu trainieren und die konfuzianischen Schulen zu besuchen, die von den Militärkommissionen in allen wichtigen Garnisonstandorten unterhalten wurden. An diesen Schulen konnten sich auch alle einfachen Soldaten bewerben, mussten aber die erforderlichen Voraussetzungen des Lesens und Schreibens nachweisen.
Die Militärprüfungen erforderten Grundkenntnisse der konfuzianischen Tradition und Kenntnisse der wichtigsten Texte über Kriegsstrategie, zusätzlich verlangten sie hohe Fertigkeiten im Bogenschießen und Reiten. Auch diese Prüfungen waren grundsätzlich offen für jedermann. In der Praxis boten sie aber nur Aufstiegschancen für solche Männer, die in einem militärischen Umfeld lebten. Gelegentlich nahmen auch jüngere, erbberechtigte Offiziere an den Prüfungen teil, die sich von einem guten Abschluss eine schnellere Beförderung erhofften. Aus den Militärprüfungen gingen alle drei Jahre 50 Absolventen hervor, so dass sich nichts Grundsätzliches an der Praxis des erblichen Offiziersstandes änderte. Der Kauf eines militärischen Ranges, der etwa ab dem Jahr 1500 theoretisch möglich war, erfolgte tatsächlich nur in wenigen Fällen und änderte ebenfalls nichts an der bestehenden Praxis.
Junge Männer, die den Status eines Offiziers geerbt hatten, mussten sich in der militärischen Organisation und im Kampf bewähren, um möglicherweise den gleichen Rang wie ihre Vorfahren zu erhalten. Eine vorläufige Bestallung auf einen Posten erfolgte aufgrund eines Vorschlags eines höheren Offiziers. Bewährte sich der Kandidat, vorzugsweise im Kampf, erfolgte die Berufung dann endgültig. Berufungen in die höchsten Ränge wurden durch den Kaiser vorgenommen, üblicherweise auf Vorschlag aus den Reihen des Adels und anderer hochrangiger Offiziere.
Anders als Zivilbeamte hatten Offiziere keine festgelegte Amtszeit auf einem zugewiesenen Posten. Üblich war, dass sie alle drei Jahre ihre Fähigkeiten im Bogenschießen und Reiten demonstrierten. In jedem fünften Jahr wurden ihre Amtsführung und ihre körperliche Verfassung durch ihren Vorgesetzten beurteilt. In den höchsten Rängen mussten sie sich selbst beurteilen.
Wenn ein Offizier bei seinen Aufgaben versagte oder bei militärischen Aktionen erfolglos blieb, konnte er degradiert werden und musste seine Fähigkeiten zunächst erneut bei der erfolgreichen Durchführung einer anderen Aufgabe unter Beweis stellen.
Die Offiziersränge gliederten sich während der Ming-Dynastie in sechs, mit Beginn der Qing-Dynastie ebenfalls in neun Grade, jeweils geteilt in einen oberen und unteren Grad bzw. a und b; jeder dieser Grade umfasste wiederum zwischen zwei und drei Stufen. Neben den Rängen konnten den Offizieren für besondere Dienste weitere Ehrentitel verliehen werden, von denen es insgesamt 30 gab. Als weitere Auszeichnung konnte durch den Kaiser eine Erhebung in den Adelsrang erfolgen, der in besonderen Fällen auch erblich war.
Auch militärische Ränge waren durch Wappentiere gekennzeichnet. Der höchste Rang war während der Ming-Dynastie der des Löwen (獅 / 狮,  shī) (1. Rang), absteigend gefolgt vom Tiger-Leoparden (虎豹,  hǔbào) (2. Rang), dem Bären (熊,  xióng) (3. Rang), dem jungen Tiger (彪,  biāo) (4. Rang), dem Nashorn (犀牛,  xīniú) (5. Rang) und dem Seepferd, einem mythischen, unter Wasser lebenden Tier (海馬 / 海马,  hǎimǎ) (6. Rang). Die Kennzeichnung während der Qing-Dynastie war: Qilin (麒麟,  qílín), Löwe, Leopard (豹,  bào), Tiger (虎,  hǔ), Bären (熊羆 / 熊罴,  xióngpí), junger Tiger, das Nashorn für den 7. und 8. Rang sowie das Seepferd als Bezeichnung des 9. Offiziersranges.
In der frühen Ming-Zeit durften sich Offiziere mit 50 Jahren zur Ruhe setzen, für den Rest der Dynastie war 60 das normale Alter für das Ausscheiden aus dem Dienst. Starb ein Offizier im Dienst und hatte keine Söhne oder jüngere Brüder, die seinen Status erben konnten, erhielt seine Witwe oder ein lebender Elternteil drei Jahre lang den vollen Sold und anschließend unbegrenzt den halben Sold. Hatte er Söhne oder jüngere Brüder, die zu jung für den Dienst waren, erhielten diese bis zum Alter, wo sie den Dienst antreten konnten, den halben Sold.
Die Entlohnung der Offiziere entsprach derjenigen der Zivilbeamten: Der höchste Rang erhielt 1044 dàn und der niedrigste 96 dàn Reis pro Jahr. Wie bei den Zivilbeamten wurden Teile des Solds in anderen Stoffen als Reis ausbezahlt, der aber im Vergleich zu jenen einen höheren Realwert hatte. Offiziere auf vergleichbaren Hierarchieebenen hatten immer einen um eine Stufe höheren Rang als vergleichbare Zivilbeamte – z. B. hatte ein Vorsitzender einer der Militärkommissionen den Rang 1 a, ein Minister der Zivilverwaltung dagegen den Rang 2 a. Da die höheren Offiziere alle adelig waren, mussten ihnen Zivilbeamte unabhängig vom Rang bei gemeinsamen Besprechungen immer den Vorrang lassen.

## Ausbildung, Auswahl und Beurteilung der Beamten der Zivilverwaltung
Hauptartikel: Chinesische Beamtenprüfung während der Qing-Dynastie

### Vorschulische Ausbildung
Während der Ming-Dynastie entstand in China ein verzweigtes Schulsystem: Es gab Militär- und Medizinschulen sowie Gemeindeschulen für die Elementarbildung in Dörfern und den Stadtquartieren. Am wichtigsten war dabei zunächst das System der vollständig vom Staat finanzierten konfuzianischen Schulen, die es in allen Regionen, Unterpräfekturen und Präfekturen gab und deren Aufgabe war, junge Männer auf eine Tätigkeit als Beamter vorzubereiten. Das staatliche Schulsystem wurde von Hóngwǔ in dessen zweitem Regierungsjahr eingerichtet, und die Anzahl der vom Staat unterstützten Lehrkräfte und Schüler war vorgegeben. Vor dem Ende der Regierung Hóngwǔs hatte das System der konfuzianischen Schulen insgesamt 4200 Lehrer. Auf jeweils fünf Lehrkräfte kamen 40 „Regierungsschüler“ in den Präfekturschulen (in den bedeutendsten Präfekturen 60), vier Lehrer auf 30 Schüler in den Unterpräfekturschulen und drei Lehrer auf 20 Schüler in den Schulen der Landkreise. Die Zahl der Schüler wurde laufend erhöht, und nicht alle Schüler erhielten ein staatliches Stipendium – zu Beginn des 17. Jahrhunderts hatten große Schulen bis zu 2000 Schüler, selbst in den kleineren waren 700 bis 800 Schüler eingeschrieben. Gegen Ende der Ming-Zeit waren dann auch zahlreiche Clan-, Abstammungs- und Tempelschulen entstanden, die mit den staatlichen Schulen konkurrierten und an denen die Ausbildung kostenpflichtig war.
Das öffentliche Schulsystem war nicht auf Massenbildung angelegt, es sollte vielmehr eine politische Elite rekrutieren. Voraussetzung für den Zugang zu einer der staatlichen oder privaten Schulen war bereits eine klassische Vorbildung, die auf privatem Weg erreicht worden sein musste. Das Schulsystem war begrenzt auf junge Menschen, die das Schreiben der klassischen Schriftzeichen gelernt hatten und das klassische Hochchinesisch beherrschten: Unabhängig davon, mit welcher der chinesischen Sprachen die Prüfungskandidaten aufgewachsen waren, hatten sie für die Prüfung eine besondere Hochsprache (官話 / 官话,  guānhuà – „„offizielle Sprache““) zu lernen. Diese Hochsprache basierte auf den klassischen Texten des chinesischen Altertums, enthielt linguistische Kurzformen sowie tausende ungebräuchlicher Schriftzeichen. Und sie hatte zahlreiche archaische, grammatikalische Formen, die sie von den anderen chinesischen Sprachen unterschied. So kam sie für die angehenden Beamten einer Fremdsprache gleich. Bis heute wird das Hochchinesische daher in den europäischen Sprachen auch als „Mandarin-Chinesisch“ bezeichnet. Die Schulen bereiteten auf die späteren Beamtenprüfungen vor, sie vermittelten nicht das Lesen und Schreiben.
Das Lernen der klassischen Texte begann im Alter von drei Jahren (nach westlicher Zählung). Bis zum Alter von acht Jahren, wenn die Kinder in eine der Schulen eintraten, hatten sie bereits den „Tausend-Zeichen-Klassiker“ (千字文,  qiānzìwén), die „Hundert Familiennamen“ (百家姓,  bǎijiāxìng) und den „Drei-Zeichen-Klassiker“ (三字經 / 三字经,  sānzìjīng) gelernt, insgesamt also ca. 1500 unterschiedliche Schriftzeichen in diesen drei Texten. Parallel dazu erfolgte die Ausbildung in Kalligraphie, die das Lernen der Schriftzeichen fördern sollte.

### Schulische Ausbildung

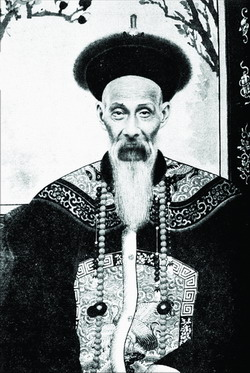
Schwarz-Weiß-Foto von Xu Yingkui (許應騤, 1830–1903), ein hoher Mandarin der Qingzeit 1890.

Die schulische Ausbildung wurde mit dem Auswendiglernen der „Vier Bücher“ (四書 / 四书,  sì shū), der Lektüre der „Fünf Klassiker“ (五經 / 五经,  wǔjīng) zusammen mit einer Auswahl neokonfuzianischer Schriften fortgesetzt. Minimale Voraussetzung klassischer Bildung war die Kenntnis von 2000 Schriftzeichen. Studenten mussten regelmäßig mehr als 10.000 Schriftzeichen beherrschen; insgesamt existierten in den Wörterbüchern um die 48.000 Schriftzeichen.
Die Schüler wurden regelmäßig geprüft: nicht nur durch ihre Lehrer, sondern ebenfalls durch lokale Beamte und wechselnde Beauftragte der zentralen Zensurbehörde (御史台,  yùshǐtái, später 都察院,  dūcháyuàn) sowie nach 1436 durch auf Provinzebene eingesetzte Erziehungsbeauftragte, deren einzige Aufgabe war, die Qualität jeder einzelnen Schule sicherzustellen. Die Verweildauer der Schüler in den Schulen ist nicht eindeutig überliefert, aber ein Zeitraum von zehn Jahren scheint nicht ungewöhnlich gewesen zu sein.

### Anschließendes Studium
Die konfuzianischen Schulen konnten nach vorgegebenen Quoten Studenten an die Universitäten in Peking und Nanking entsenden (jede Präfekturschule zwei pro Jahr, jede Unterpräfekturschule drei alle zwei Jahre und die Landkreisschulen einen pro Jahr), so genannte „Tributstudenten“. Vor der Aufnahme an der Universität mussten sie Aufnahmeprüfungen absolvieren. Im Falle ihres Versagens wurden die Leiter der entsendenden Schule bestraft. Darüber hinaus waren die in den Provinzen ansässigen Erziehungsbeauftragten berechtigt, besonders begabte Schüler für das Studium an den Universitäten vorzuschlagen. Insgesamt gab es jährlich an die 1800 Kandidaten für das Studium allein aus der Quelle der konfuzianischen Schulen. Neben den „Tributstudenten“ gab es weitere zum Studium zugelassene Gruppen: die „offiziellen Studenten“, überwiegend Söhne aus dem Adel und von Beamten. Bis 1467 durften alle Beamten des 1. bis 7. Ranges einen Sohn oder Enkel als „Beschützten“ vorschlagen, der direkt zum Dienst als Beamter zugelassen wurde oder sich an einer Universität einschreiben konnte. Nach 1467 wurde dieses Privileg auf Adlige und die Beamten des 1. bis 3. Ranges beschränkt. Aber sogar deren Erben mussten von da an Zulassungstests bestehen und konnten sich nur noch an den Universitäten einschreiben, sie wurden nicht mehr direkt zum Beamtendienst zugelassen.
Weitere „offizielle Studenten“ waren „Studenten aus Dankbarkeit“: Söhne von im Kampf gefallenen Helden oder nachrangige Prinzen aus Korea, von den innerasiatischen Stämmen, den Ryūkyū-Inseln und aus anderen Königreichen Südostasiens. Ab dem Jahr 1450 wurden Studienplätze an den Universitäten auch verkauft. Zunächst war ihre Anzahl auf 1000 pro Jahr begrenzt, aber im 16. Jahrhundert wurden Zehntausende solcher Studienplätze verkauft, als der Staat zunehmend in finanzielle Schwierigkeiten geriet. Allerdings haben tatsächlich nur wenige Berechtigte sich an den Universitäten eingeschrieben, die meisten gaben sich mit einem untergeordneten Posten in der Verwaltung zufrieden.
Nach dem Einschreiben an der Universität verbrachten die Studenten drei bis zehn Jahre mit Studien. Der Lehrplan umfasste das vertiefte Studium der „Vier Bücher“, der „Fünf Klassiker“, neokonfuzianischer Schriften sowie chinesische Geschichte. Ständige Anwesenheit war Pflicht und laufende Prüfungen waren an der Tagesordnung. Nach Durchlaufen des Lehrplans und erfolgreicher Abschlussprüfung wurden die Absolventen an das Ministerium für Personal überstellt, um dort für eine offizielle Zulassung zu einem Amt in Erwägung gezogen zu werden.
Im 15. Jahrhundert hatte die Absolvierung einer der Universitäten eine große Bedeutung für den Erwerb des Beamtenstatus. Zu Beginn des 16. Jahrhunderts waren an der Universität in Peking jährlich zwischen 5.000 und 10.000 Studenten eingeschrieben. In der Zeit von 1412 bis 1574 waren ungefähr 52 Prozent der Kandidaten, die die Auswahlprüfung in der Hauptstadt bestanden, zuvor Studenten der nationalen Universitäten gewesen. Nach 1600 gingen die Studentenzahlen ständig zurück; zur Zeit Wanlis (1563–1620) waren es in Nanking gerade noch 600 Studenten. Die universitären Lehrstandards verminderten sich zunehmend, und der universitäre Abschluss zur Vorbereitung auf eine Beamtenkarriere wurde unattraktiv.

### System der Auswahlprüfungen

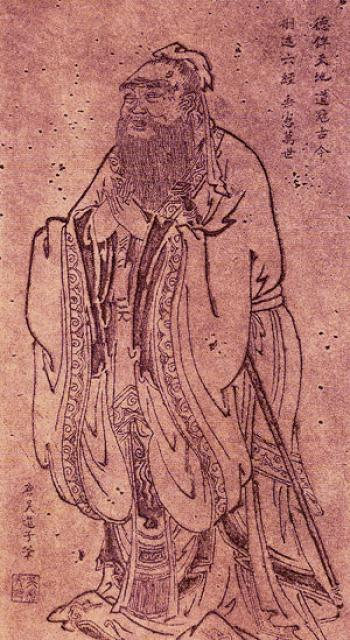
Die Schriften des Konfuzius – Zentraler Bestandteil aller Prüfungen

Die Lehrpläne der staatlichen Schulen und Universitäten waren mit den in den staatlichen Prüfungen abgefragten Inhalten koordiniert. Selbst Studenten, die nach bestandenem Universitätsabschluss für die Beamtenlaufbahn direkt qualifiziert waren, sahen für ihre Laufbahn häufig als Vorteil, an den staatlichen Auswahlprüfungen teilzunehmen. Selbst diejenigen, die aus Adelsfamilien stammten und erbliche Ansprüche auf einen Titel hatten, hatten wenig Aussicht auf eine erfolgreiche Beamtenlaufbahn, wenn sie nicht an den Prüfungen teilnahmen.
Die staatlichen Prüfungen waren ab der Ming-Dynastie theoretisch für fast alle männlichen Chinesen offen. Die seit dem Jahr 1105 ausgeschlossenen Händler und Handwerker wurden wieder zu den Prüfungen zugelassen. Ausgeschlossen von den Prüfungen waren Frauen, obwohl es dazu kein offizielles Gesetz gab – nur in Erzählungen nahmen als Männer verkleidete Frauen auch an den staatlichen Prüfungen teil. Offiziell ausgeschlossen waren Bettler und Vagabunden, Unterhaltungskünstler und Leibeigene. De facto waren jedoch 90 Prozent der Bevölkerung von vornherein von den Prüfungen ausgeschlossen. Handwerker und andere untere Stände hatten in der Regel keinen Zugang zu der erforderlichen Vorbildung und den erzieherischen Möglichkeiten, um in gelehrten, politischen und moralischen Diskursen bestehen zu können. Erfolgreiche Absolventen der Prüfungen kamen in den meisten Fällen aus Gelehrtenfamilien mit langer Bildungstradition. Erst im Verlauf der Qing-Dynastie investierten auch wohlhabendere Kaufleute in eine klassische Ausbildung einzelner Nachkommen, da sie darin einen Weg zu größerem Wohlstand und höherem sozialen Ansehen sahen.
Zulassungsvoraussetzung für die erste Stufe der Prüfungen war der erfolgreiche Abschluss an einer der staatlichen, konfuzianischen Schulen oder das Erreichen vergleichbarer Qualifikationen durch Privatlehrer bzw. durch die Ausbildung an einer privaten Schule. In jedem Fall mussten die angemessenen Kenntnisse durch staatliche Schulinspektoren bzw. durch die Erziehungsbeauftragten der Provinzen bestätigt werden. In den Landkreisen, Unterpräfekturen und Präfekturen fanden zu diesem Zweck im zweijährlichen Abstand ganztägige Zulassungstests (通史,  tōngshǐ) statt. Die Kandidaten mussten jeweils einen Aufsatz zu einer ausgewählten Passage aus den „Vier Büchern“ und den „Fünf Klassikern“ anfertigen. Zusätzlich mussten politische Fragestellungen und nach 1756 auch noch eine Frage aus dem Bereich der Dichtkunst bearbeitet werden. Die Ergebnisse lokal durchgeführter Zulassungsprüfungen mussten an die Erziehungsbeauftragten gesandt und von diesen kontrolliert werden. Die lokalen Kandidaten, die durch die Erziehungsbeauftragten bestätigt waren, wurden „aufblühende Talente“ (秀才,  xiùcaí) genannt. Dieser Status musste alle zwei Jahre durch erneute Prüfung (歲考,  suìkǎo) bestätigt und konnte widerrufen werden, wenn der Stand der Gelehrsamkeit nicht gehalten wurde oder wenn sich der Kandidat unmoralisch verhielt.

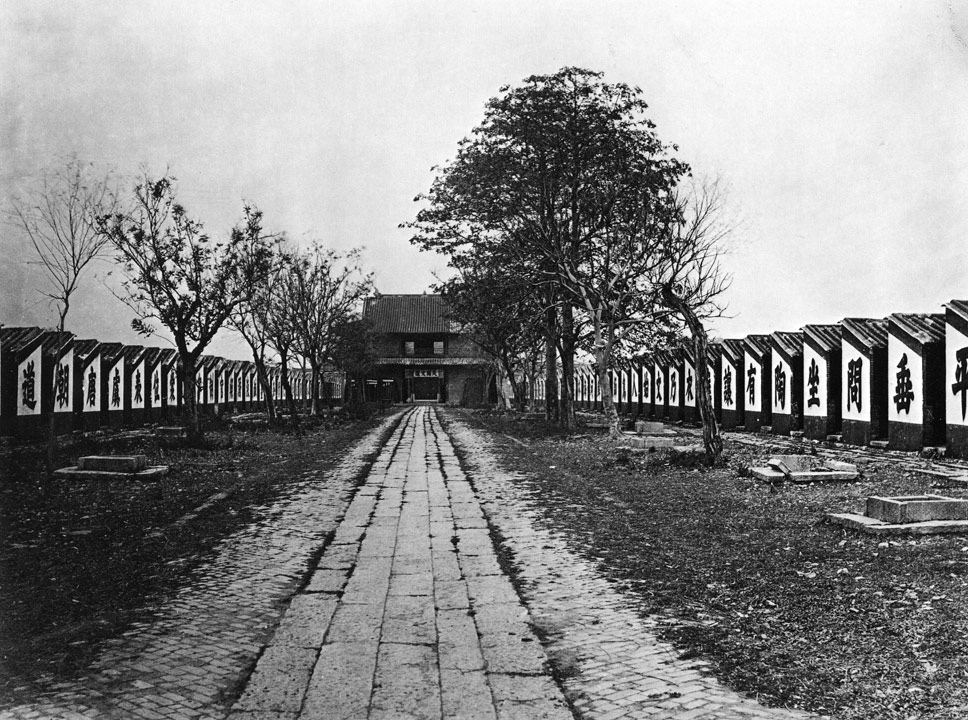
Prüfungszellen (ca. 7500 Stück) bei Guangdong, um 1873

Mit dem Talentstatus war aber nicht das Recht verbunden, an der nächsten Stufe der Auswahlprüfung (鄉試 / 乡试,  xiāngshì) teilzunehmen. Der Erziehungsbeauftragte wählte aus dem Kreis der Talente die höchstqualifizierten aus und benannte sie als Kandidaten für die erste Stufe der Prüfungen. Diese fanden alle drei Jahre in den Provinzhauptstädten statt, für die Kandidaten der städtischen Regionen in Peking oder Nanking. An diesen Prüfungen nahmen jeweils um die 4000 Kandidaten in allen Provinzen teil. Der „Große Wettbewerb“ (會試 / 会实,  huìshì) wurde im achten Mondmonat durchgeführt und erstreckte sich einschließlich der Feierlichkeiten für die bestandenen Prüflinge über den ganzen Monat. Das Alter der Prüflinge lag in der Regel zwischen 17 und 37 Jahren, konnte jedoch im Einzelfall auch höher sein.
Die Prüfungen selbst wurden von bewährten Beamten, die speziell für diesen Zweck von der Zentralregierung entsandt worden waren, durchgeführt und überwacht. Innerhalb einer Woche fanden drei jeweils ganztägige Prüfungen statt. Die Prüfung erfolgte in einem abgeschlossenen Gebäude, in dem die Kandidaten abgesondert in einer Zelle jeweils ihre Arbeiten schreiben mussten. Soldaten überwachten, dass keine versteckte Literatur zum Einsatz kam und die Prüflinge keinen Kontakt untereinander aufnahmen. Bis 1757 mussten die Kandidaten am ersten Tag Stellen aus den „Vier Büchern“ und aus einem ausgewählten Band der „Fünf Klassiker“ interpretieren. Am zweiten Tag mussten drei Aufsätze über Geschichte, Moral und das Rechtssystem verfasst werden. Der dritte Tag umfasste fünf Abhandlungen zu aktuellen Regierungsangelegenheiten und deren strategische Behandlung. Zwischen 1757 und 1787 musste zusätzlich ein klassisches Gedicht verfasst und eine Fragestellung aus dem Bereich der Dichtkunst beantwortet werden. Ersteres entfiel wieder nach 1787. Ab 1792 wurden die Prüfungsbedingungen verschärft: Statt einer Frage aus einem ausgewählten Band der „Fünf Klassiker“ mussten Fragestellungen aus allen fünf bearbeitet werden. Nach jedem Prüfungsabschnitt wurden die Arbeiten der Prüflinge abgeschrieben und mit einem Code versehen, so dass die Prüfer weder durch die Handschrift noch durch den Namen des Kandidaten beeinflusst werden konnten. Nach jeder Prüfungsaufgabe wurden die schwächeren Prüflinge aussortiert und nach Hause geschickt. Das wurde so lange fortgesetzt, bis doppelt so viele Prüflinge übrig waren, wie bestehen konnten. Die Quoten für jede Provinz waren zentral vorgegeben.
Die Namen der erfolgreichen Kandidaten (學員 / 学员,  xuéyuán) der Provinz wurden in der Reihenfolge ihrer Ergebnisse veröffentlicht und die Absolventen öffentlich geehrt. Mit dem Abschluss konnten sie sich für einen niederrangigen Posten in der Provinzialverwaltung bewerben. Alternativ konnten sie sich auch der nächsten Stufe der Prüfung stellen.
Der „Große Wettbewerb“ fand jedes dritte Jahr im zweiten Monat des auf die Provinzprüfungen folgenden Jahres in der Hauptstadt Peking statt. Teilnehmen konnten alle erfolgreichen Provinzkandidaten aus dem Vorjahr und ebenfalls die Absolventen der staatlichen Universitäten, die durch einen erfolgreichen Abschluss dieser Prüfung ihr Renommee erhöhen wollten, bevor sie eine Beamtenlaufbahn einschlugen. Zur Teilnahme aufgerufen waren auch alle früheren Kandidaten aus vorangegangenen Prüfungszyklen, die die Prüfung in der Hauptstadt noch nicht bestanden hatten und noch keinen Verwaltungsposten in einer Provinz oder einer Präfektur angenommen hatten. Für die letzteren wurde mit Ende des 16. Jahrhunderts ein Vortest eingeführt, der solche Kandidaten von den weiteren Prüfungen ausschließen sollte, deren Kenntnisse im Lauf der Jahre abhandengekommen waren. Durchgeführt wurde die hauptstädtische Prüfung in der Verantwortlichkeit des Ministeriums für Riten. Die Prüfer wurden unter bewährten und erfahrenen Beamten der Zentralregierung ausgewählt. Durchschnittlich stellten sich zwischen 1000 und 2000 Prüflinge der Herausforderung. Es gibt keine Statistik über das Alter, in dem der Hauptstadtabschluss erreicht wurde, aber biographische Aufzeichnungen über Beamte der Ming-Zeit zeigen, dass sie Ende 20 bis Mitte 30 gewesen sein mussten.

Prüflinge warten auf die Bekanntgabe ihrer Testergebnisse. Gemälde von Qiu Ying (仇英; ca. 1540).

Nach dem Vorbild der Provinzprüfungen mussten sich die Prüflinge an drei Tagen jeweils ganztägigen Prüfungsabschnitten unterziehen. Die Aufgabe des ersten Prüfungstages bestand in der Interpretation dreier Passagen aus den „Vier Büchern“ und von vier Passagen aus den „Fünf Klassikern“. Am zweiten Tag mussten sieben staatliche Dokumente zu vorgegebenen Themen oder Problemstellungen in vorgegebenen stilistischen Formaten geschrieben werden. Am dritten Tag mussten mindestens drei, besser fünf Aufsätze über aktuelle Regierungsangelegenheiten mit geeigneten Beispielen aus den klassischen Prinzipien und mit Bezug auf historische Beispiele angefertigt werden. In allen Aufsätzen wurde vom Prüfling sein gründliches Verständnis der klassischen und historischen Texte und sein Einverständnis mit deren orthodoxer Interpretation erwartet. Mit Ausnahme der Jahre zwischen 1757 und 1787 wurden keine schriftstellerischen oder dichterischen Fähigkeiten geprüft, erwartet wurde jedoch die formal korrekte Komposition im rhetorischen Muster des „Acht-Bein-Stils“ (八股文章,  bāgǔwénzhang).
Diejenigen, die die Prüfung bestanden, hatten den Status eines Gelehrten (jìnshì) erreicht und wurden am ersten Tag des dritten Monats desselben Jahres in den Kaiserpalast bestellt, um dort an der so genannten Palastprüfung (殿試 / 殿试,  diànshì) teilzunehmen. Die Palastprüfung bestand im Verfassen eines einzigen Aufsatzes über ein aktuelles politisches Problem und in der Beantwortung einiger durch den Kaiser oder seine persönlichen Beauftragten gestellter Fragen.
Der Hauptzweck dieser letzten Prüfung bestand darin, die Geprüften in eine abschließende Reihenfolge zu bringen, von der abhängig war, welches Amt ihnen als erstes zugewiesen wurde. Alle Absolventen der Hauptstadtprüfung wurden öffentlich geehrt und ihre Namen wurden öffentlich bekannt gegeben. Eine besondere Ehrung erfolgte für den Besten der kaiserlichen Prüfung am Hof, den „Optimus“ (狀元 / 状元,  zhuàngyuán).
Die Absolventen, die nach Abschluss der Palastprüfung einen der drei vorderen Plätze eingenommen hatten, wurden in der Regel als Juniorgelehrte an die Hanlin-Akademie verwiesen, um dort letztlich für den Dienst im „Großen Sekretariat“ (內閣 / 内阁,  nèigé) ausgebildet oder auf ein Ministeramt im Ministerium für Riten (禮部 / 礼部,  lǐbù) bzw. im Personalministerium (吏部,  lìbù) vorbereitet zu werden.
Allen anderen hauptstädtischen Absolventen wurden Stellen in einer der zahlreichen Einrichtungen der zentralen Zivilverwaltung zugesagt. In den meisten Fällen konnte die Zusage auch eingehalten werden, da der dreijährige Prüfungszyklus immer auch mit dem Ausscheiden älterer Beamter aus ihren Ämtern verbunden war. Diejenigen, die die Prüfung nicht bestanden hatten, konnten sich in den Provinzen um Stellen bemühen. Meistens wurden sie ermutigt, an einer der staatlichen Universitäten ihre Studien fortzusetzen und sich in drei Jahren erneut der hauptstädtischen Prüfung zu stellen.

### Regelmäßige Beurteilungen

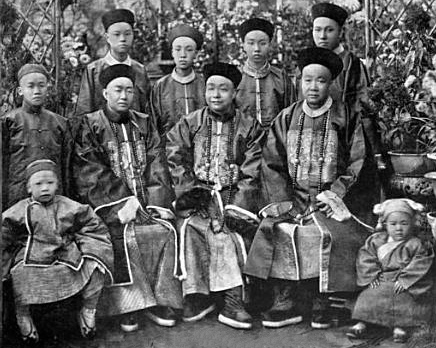
Mandarine aus der Provinz Guangdong; Foto von 1902.

Nachdem die erfolgreichen Absolventen der Hauptstadtprüfung in Dienst getreten waren, unterstanden sie dem Ministerium für Personal. Eine erste Ernennung erfolgte regelmäßig für die Dauer eines Jahres. Wurde der neue Beamte von seinen Vorgesetzten für geeignet erachtet, erhielt er eine feste Ernennung für weitere drei Jahre. Diese Ernennung wurde im Regelfall zweimal wiederholt, so dass der erste zugewiesene Posten im Ganzen zehn Jahre besetzt blieb. Danach wurde er wieder zur Verfügung des Personalministeriums gestellt. Im Lauf der zehn Jahre war eine umfangreiche Akte über ihn angelegt worden, deren Inhalt seine weitere Zukunft bestimmte. Jeder fest bestallte Beamte jeder Verwaltungsebene wurde jährlich von seinem Vorgesetzten beurteilt und alle drei Jahre erfolgte eine Einschätzung, ob er überdurchschnittlich, durchschnittlich oder unterdurchschnittlich geeignet sei. Die dreijährlichen Beurteilungen gingen an das Personalministerium, das bei einer überdurchschnittlichen Bewertung eine vorzeitige Beförderung und bei unterdurchschnittlicher Bewertung eine Herabstufung in Erwägung ziehen konnte. Nach Ablauf von neun Jahren erfolgte eine Gesamtauswertung: Für eine Beförderung waren mindestens zwei überdurchschnittliche und eine durchschnittliche Beurteilung erforderlich. Waren zwei durchschnittlich und die dritte unterdurchschnittlich, erfolgte eine Degradierung. Eine Degradierung um bis zu drei Ränge war möglich.
Darüber hinaus gab es einen weiteren, ebenfalls dreijährlichen Überwachungszyklus, der die „Große Rechnung“ (大計 / 大计,  dàjí) genannt wurde. Die Leiter jedes staatlichen Büros und jeder staatlichen Agentur außerhalb der Hauptstadt mussten monatliche Berichte über ihre Untergebenen an ihre jeweiligen Vorgesetzten senden. Diese mussten jährlich eine Zusammenfassung der Monatsberichte für jeden einzelnen Mitarbeiter in ihrem Verantwortungsbereich erstellen. Beurteilt wurden Kriterien wie Habgier, Unmenschlichkeit, Leichtfertigkeit, Unangemessenheit, Senilität, Krankheit, Überdruss und Tatenlosigkeit. Auf der Grundlage dieser Daten und aller weiteren Besonderheiten wurden jedes dritte Jahr durch die Provinzverantwortlichen Berichte für das Personalministerium und die zentrale Zensurbehörde erstellt.
Überliefert sind z. B. die Ergebnisse einer derartigen Bewertung aus dem Jahr 1385. Von 4117 überprüften Provinzbeamten wurden zehn Prozent aufgrund überdurchschnittlicher Bewertung befördert, zehn Prozent degradiert und weitere zehn Prozent wegen Fehlverhaltens und Inkompetenz aus dem Dienst entlassen und der Gerichtsbarkeit überantwortet. In den Jahren 1424 bis 1434 wurden 261 Beamte nach einer Anzeige bei der Zensurbehörde degradiert, zwischen 1620 und 1627 erlitten 691 Beamte dieses Schicksal.
In der Hauptstadt fanden solche Bewertungen zunächst unregelmäßig statt. Von 1500 an wurden sie im Sechs-Jahres-Rhythmus durchgeführt. Alle Beamten unterhalb des 4. Grades wurden durch ihre Vorgesetzten beurteilt. Alle höheren Ränge hatten sich nach den gleichen Kriterien selbst zu beurteilen. Alle Berichte gingen ebenfalls an das Personalministerium und die Zensurbehörde, wurden dort sorgfältig überprüft und direkt dem Kaiser zur abschließenden Bewertung vorgelegt.
Unabhängig von den regelmäßigen Bewertungen konnten die Beamten jederzeit von Beamten der Zensurbehörde bewertet werden. Die Berichte über diese unregelmäßigen Kontrollen fanden Eingang in die Unterlagen, auf denen die regulären Bewertungen fußten. Die Zensoren waren angehalten, Befragungen streng durchzuführen. Jeder, der Beschwerden über einen Beamten vorzubringen hatte, konnte sich an sie wenden. Alle Zensoren konnten sich bei Verfehlungen aller Beamten, unabhängig von deren Rang, direkt an den Kaiser wenden. Bei Verfehlungen waren die Zensoren auch zu Strafmaßnahmen berechtigt.
Normal war für Beamte, dass ihr Gehalt bis zur Dauer eines Jahres ausgesetzt wurde, auch andere, härtere Strafen waren nicht ungewöhnlich. Es kam immer wieder zu Auspeitschungen der Beamten am Kaiserhof, einschließlich der Minister, und manchmal dauerte es Monate, bis sie sich von der Bestrafung erholt hatten. Im Jahr 1519, nach einem Protest gegen die Extravaganzen des Kaisers Jiajing, wurden 146 Hauptstadtbeamte ausgepeitscht, an den Folgen starben elf. Im Jahr 1524 wurden 134 Hauptstadtbeamte eingesperrt und ausgepeitscht, 16 starben. Immer wieder kam es wie in den 1520er und 1620er Jahren zu Säuberungen innerhalb der Beamtenschaft, denen zahlreichen Beamte zum Opfer fielen.
Eine Statistik über die gesamte Dauer der Ming-Dynastie erfasst 725 Personen in den obersten Rängen (Großsekretäre, Minister in einem der sechs Ministerien oder Oberzensoren in der Zensurbehörde). Für 244 von ihnen endete ihr Amt vorzeitig: 14 wurden degradiert, 133 aus dem Amt entlassen, 38 als einfache Soldaten in eine weit entfernte Grenzstation verbannt, 39 kamen ins Gefängnis und 20 wurden zum Tod verurteilt.

## Bekannte Mandarine
Die folgende Auflistung nennt die berühmtesten Mandarine und ihre historischen Leistungen wie besonderen Fähigkeiten, durch die sie sich zu Lebzeiten hervortaten.
- Dong Qichang (* 1555; † 1636); berühmter, aber umstrittener Maler, Gelehrter und Kalligraf.
- Hai Rui (* 1514; † 1587); kritisierte Kaiser Jiajing und wurde dafür gefoltert und ins Gefängnis geworfen.
- Hong Jun (* 1839; † 1893); wurde zum Gesandten in Russland, Deutschland, Österreich-Ungarn und den Niederlanden ernannt.
- Ignaz Kögler (* 1680; † 1746); deutscher Mandarin. Ursprünglich als Missionar in China stationiert, später vielbewunderter Astronom und Vertrauter des Kaisers Qianlong.
- Adam Schall von Bell (* 1592; † 1666), deutscher Mandarin. Ursprünglich als Missionar in China stationiert, später vielbewunderter Astronom und Vertrauter des Kaisers Shunzhi.
- Li Zhi (* 1527; † 1602); Philosoph, Autor, Literaturkritiker. Veröffentlichte kritische Ansichten über den Menschen.
- Lin Zexu (* 1785; † 1850); wurde für seine Aufrichtigkeit und seinen energischen Kampf gegen Opiumhändler bewundert.
- Ruan Yuan (* 1764; † 1849); Mathematikhistoriker, Mathematiker und hochrangiger Gouverneur.

Weitere namhafte Mandarine waren: Wan Hu, Wei Yuan, Wu Qijun, Xu Guangqi und Zeng Guofan.